# Туризм в Гренландии
Крупнейший на Земле остров Гренландия — место, где международный туризм начинает приобретать все большее значение год от года.
Главная туристическая достопримечательность гигантского северного острова, покрытого ледниками примерно на 80 %, — великолепные заснеженные пейзажи, хотя предлагают здесь и экскурсионный, и активный отдых, а также экстремальный туризм.

## «Зеленый» туризм
Запечатлеть на фотокамеры или просто полюбоваться невероятными и величественными природными красотами Гренландии — именно за этим едут сюда большинство туристов.
Остров омывается двумя океанами: Атлантическим и Северным Ледовитым. Из побережий самое холодное — восточное, омываемое Восточно-Гренландским течением с плавучими льдами, а самое теплое — юго-западное, где и сосредоточена большая часть поселений.
Всю внутреннюю территорию Гренландии, а также часть береговой линии занимает ледниковый щит средней толщиной более двух километров. Сюда проводятся разнообразные экскурсии — воздушные и на собачьих упряжках.
Берега сильно изрезаны заливами, а также длинными и глубокими фьордами, доходящими до краев ледяного щита. Самые крупные из них имеют собственные имена, например длиннейший в мире фьорд Скоресбисунд на восточном побережье. Крупнейшая на планете фьордовая система находится в районе Иллоккортоормиута. На востоке же находятся и высочайшие горы острова — Гунбьёрн (3700 м) и Форель (3390 м). В самой южной точке Гренландии и на острове Диско у её западного побережья находятся горячие термальные источники, популярные места паломничества туристов.
Айсберги, заполняющие многие фьорды и заливы ледяными горами разнообразнейших форм и расцветок, рождаются прямо на глазах туристов, к берегам часто подходят мигрирующие киты, а обширная реликтовая тундра к побережью сменяется живописными обрывистыми скалами.
Около 45 % площади острова занимают заповедные места и национальные парки. Большой популярностью пользуется самый труднодоступный в мире заповедник — Гренландский национальный парк на северо-востоке острова. Здесь можно увидеть белых медведей, овцебыков, полярных волков.
Лучшим временем для поездки в Гренландию считается период с мая по июль, «белые ночи», когда зачастую можно наблюдать красивейшее полярное сияние.

## Активный отдых
Любителям активного времяпрепровождения туристические компании, организующие туры в Гренландию, предлагают множество видов спортивного отдыха:
- Катание на собачьих упряжках, традиционном местном виде транспорта, длительностью от нескольких часов до нескольких дней.
- Катание на лыжах и сноубордах по оборудованным трассам различной степени сложности.
- Занятие альпинизмом.
- Панорамные полеты на легких самолетах над ледяным щитом с приземлениями на поверхности гигантских ледников.
- Спортивная и любительская рыбалка в прибрежных водах, где обитает множество видов рыбы.
- Прогулки на каяках и парусных судах.
- Дайвинг.
- Трекинг.
- Даунхилл.
- Проживание на овечьих фермах.

## Экскурсионные туры
Экскурсионный туризм в Гренландии в первую очередь адресован  тем, кто интересуется историей освоения севера, а также жизненным укладом местных аборигенов, эскимосов-инуитов. Средоточием культурных достопримечательностей острова является его столица — Нуук. Здесь расположены:
- Национальный Музей Гренландии в здании XVIII века,
- культурный центр Катуак (Katuaq),
- дом основателя города Ханса Эгеде с резиденцией правительства Гренландии,
- Гренландский университет Илисиматусарфийк,
- Арктический сад,
- Художественный музей,
- церкви Савур-Черч и Ханс-Егед-Черч,
- мемориал королевы Маргрете,
- старинные кварталы Колонихавнен.

Чуть южнее города расположена Резиденция Санта-Клауса с офисом и почтовым отделением волшебника.
Также в различных населенных пунктах Гренландии можно посетить:
- дом-музей полярного исследователя Кнуда Расмуссена (Илулиссат),
- Музей 	 истории и эволюции (Сисимиут),
- Музей холода (Илулиссат),
- Музей декоративно-прикладного искусства в Центре народных ремесел(Какорток),
- поселения древних людей с археологическими раскопками (Илулиссат),
- Музей гарпунов и каяков (Упернавик).